# REVENGE99
REVENGE99（リベンジ99）は、東京都に本拠地を置き、日本野球連盟に加盟している社会人野球のクラブチーム。
運営母体は、足立区に所在する株式会社浅古自動車整備工場。

## 概要
1998年2月、浅古自動車整備工場が、当時の流行語であった「リベンジ」をチーム名につけた社会人野球チームの『全足立リベンジ』を設立。2001年2月、『REVENGE99』にチーム名を変更した。「REVENGE『再び挑戦する』」を合言葉に活動し、野球で挫折を味わった選手が所属する。元プロ野球選手も所属することが多かったが、元パナソニック所属の小屋裕の加入をきっかけとして、かつてパナソニックで主力として活躍しながらも戦力外になって移籍してきた選手も増えつつある。
オーナー兼部長兼監督は浅古自動車整備工場の代表である浅古純一が務める。浅古は修徳高校野球部や実業団でプレーしていた元野球選手で、プロ野球球団の二次テストを通過した実力も持っていたが、父親が倒れたため家業である自動車整備工場を継いだ経歴がある。
2018年、創部20年目でクラブ野球選手権に初出場（初戦敗退）。
2018年までは、加圧トレーニング事業を扱うジェイファムコーポレーションがサポート企業になっており、同社の社長・桝井継博がチームのスカウト部長を務めていた。そのため、選手の多くが同社に勤務するトレーナーであった。

## 沿革
- 1998年 - 社会人野球のクラブチーム『全足立リベンジ』として活動開始。
- 2001年 - チーム名を『REVENGE99』に変更。
- 2018年 - 全日本クラブ野球選手権大会に初出場（初戦敗退）。

## 主要大会の出場歴・最高成績
- 全日本クラブ野球選手権大会：出場2回

## 元プロ野球選手の競技者登録
- 日里正義（元：日本ハムファイターズ） - 外野手（2001年～2003年）→退団
- 遠藤竜志（元：広島東洋カープ） - 投手兼コーチ（2007年～2008年）→退団
- 内村賢介（元：東北楽天ゴールデンイーグルス、横浜DeNAベイスターズ） - 内野手（2017年）→退団
- 加藤正志（元：東北楽天ゴールデンイーグルス） - 投手（2017年）→退団
- 金平将至（元：北海道日本ハムファイターズ） - 投手（2017年）→退団
- 中川誠也（元：中日ドラゴンズ） - 投手（2017年～2022年）→退団
- 榎本葵（元：東北楽天ゴールデンイーグルス、東京ヤクルトスワローズ） - 外野手（2018年）→退団
- 髙木伴（元：オリックス・バファローズ） - 投手（2018年）→退団
- 寺嶋寛大（元：千葉ロッテマリーンズ） - 捕手（2018年～2020年）→退団
- 日隈ジュリアス（元：東京ヤクルトスワローズ） - 投手（2023年）→退団

## かつて在籍していた主な選手
- 金子隆浩（捕手） - 東海大学在学中に選手として在籍。退部後はオークランド・トゥアタラ、高知ファイティングドッグス、琉球ブルーオーシャンズ、茨城アストロプラネッツに在籍した。